# Backside air
Il backside air è un trick grab nato dallo skateboard e riportato in seguito in altri sport o discipline come lo snowboard.
Al contrario di altri trick air dello stile vert, che hanno come impostazione iniziale la base di un ollie (soprattutto in mini-pipe), la particolarità di esecuzione di questo trick old-school consiste nell'afferrare in grab la tavola, compiendo una manovra aerea in backside sfruttando al massimo la velocità durante il percorrimento della transizione.